# Bieszków Górny
Bieszków Górny [ˈbjɛʂkuf ˈɡurnɨ] est un village polonais de la gmina de Mirów, du powiat de Szydłowiec et dans la voïvodie de Mazovie dans le centre-est de la Pologne.
Il se situe à environ 10 kilomètres à l'est de Szydłowiec et à 111 kilomètres au sud de Varsovie.